# Chuck Leighton
Chuck Leighton (Los Angeles, Californië, 25 februari 1924 - Sun City West, Arizona, 8 januari 2003) was een Amerikaans autocoureur. In 1950 schreef hij zich in voor de Indianapolis 500, maar wist zich niet te kwalificeren. Deze race was ook onderdeel van het Formule 1-kampioenschap. In 1950 schreef hij zich ook nog in voor twee AAA Championship Car-races, maar ook in deze races wist hij zich niet te kwalificeren.